# Аццана
Аццана (фр. Azzana, корс. Azzana) — коммуна во Франции, находится в регионе Корсика. Департамент коммуны — Южная Корсика. Входит в состав кантона Севи-Сорру-Чинарка. Округ коммуны — Аяччо.
Код INSEE коммуны — 2A027.

## Население
Население коммуны на 2008 год составляло 54 человека.
| 1962 | 1968 | 1975 | 1982 | 1990 | 1999 | 2008 |
| ---- | ---- | ---- | ---- | ---- | ---- | ---- |
| 186  | 193  | 149  | 81   | 54   | 56   | 54   |

## Экономика
В 2007 году среди 32 человек в трудоспособном возрасте (15—64 лет) 13 были экономически активными, 19 — неактивными (показатель активности — 40,6 %, в 1999 году было 48,6 %). Из 13 активных работали 11 человек (5 мужчин и 6 женщин), безработных было 2 (1 мужчина и 1 женщина). Среди 19 неактивных 1 человек был учеником или студентом, 11 — пенсионерами, 7 были неактивными по другим причинам.